# استاروخلیلوو
استاروخلیلوو (انگلیسی: Starokhalilovo) یک شهرک در شهرستان دووانسکی در استان باشقیرستان کشور روسیه است.